# 扬内·伦德布拉德
扬内·伦德布拉德（瑞典語：Janne Lundblad，1887年4月11日—1940年11月24日），瑞典男子马术运动员。他曾代表瑞典参加1920年和1928年夏季奥林匹克运动会马术比赛，共获得一枚金牌和一枚银牌。